# جیگمه سینگیه وانگچوک
جیگمه سینگیه وانگچوک (زاده ۱۱ نوامبر ۱۹۵۵) از سال ۱۹۷۲ تا سال ۲۰۰۶ به مدت ۳۴ سال و ۱۳۸ روز پادشاه بوتان بود.
در طول دوران حکمرانی او، به جای اینکه تولید ناخالص داخلی ملاک ارزیابی کشور باشد، رشد خوشحالی ملی ملاک ارزیابی رفاه شهروندان قرار گرفت.
او در ۹ دسامبر ۲۰۰۶ (۱۸ آذر ۱۳۸۵) با کناره گیری از قدرت ، حکومت را به پسر ۲۶ ساله‌اش ، جیگمی خسار نامگیال وانگچوک واگذار کرد.